# Inu o Kau to Iu Koto
Inu o Kau to Iu Koto (犬を飼うということ) est une série télévisée japonaise en neuf épisodes de 54 minutes diffusée du 15 avril au 10 juin 2011 sur TV Asahi.
Cette série est inédite dans tous les pays francophones.

## Synopsis
Une famille tokyoïte apparemment normale et moyenne, est en réalité sur le point d'exploser à cause du stress et des problèmes du quotidien... jusqu'au jour où un petit chien entre dans leur vie.

## Distribution
- Ryo Nishikido : Yuji Hongo
- Asami Mizukawa : Sachiko Hongo
- Kokoro Kuge (ja) : Mako Hongo
- Ryutaro Yamasaki (ja) : Masaru Hongo
- Tetsu Watanabe (en) : leader de l'association résident
- Takao Toji (ja) : le gestionnaire de l'immeuble complexe d'appartements
- Mai Tachihara (en)
- Kojiro Kawai (ja)
- Mayu Harada
- Junnosuke Taguchi (en) : Katsuhiko Hotta
- Kouhei Takeda (en) : Hideki Kawashima
- Yuki Shikanuma (ja) : Yukiko Azumi
- Shingo Kazami (ja) : Keisuke Nakao
- Mitsuru Fukikoshi (en) : Seigo Nozaki
- Tetta Sugimoto (en) : Soichi Narahashi
- Shigeru Izumiya (en) : Matsuo Kubota
- Akemi Omori (ja) : Hatsue Kubota
- Eriko Moriwaki (ja) : Yoshiko Hatakeyama
- Ryoka Ihara (ja) : Shizuka Hatakeyama
- Yoko Oshima (ja) : collaborateur de Sachiko
- Masahiro Kohama (ja) : le directeur du supermarché

### Sources
- (en) Cet article est partiellement ou en totalité issu de l’article de Wikipédia en anglais intitulé « Inu o Kau to Iu Koto » (voir la liste des auteurs).